# Kŭmsŏng-Traktorenwerk
Die Kŭmsŏng General Tractor Factory oder vereinfacht Kŭmsŏng-Traktorenwerk ist ein Unternehmen in der Stadt Kŭmsŏng. Neben Traktoren wird auch weitere Landtechnik (Pflanzmaschinen, Mähdrescher usw.) für die Landwirtschaft in Nordkorea produziert. Es ist dem Ministerium für Metall- und Maschinenbauindustrie unterstellt. Das Werk liegt im Landkreis Kangsŏ-gun (Provinz P’yŏngan-namdo).

## Geschichte
Der Rechtsvorgänger war ein japanisches Unternehmen, welches hier vor 1945 unter dem Namen Asahi firmierte und diverse Produkte aus Leichtmetall herstellte. Ab 1946 wandte man sich der chemischen Industrie zu und produzierte aus Natriumchlorid u. a. Natronlauge und Bleichmittel. Nach dem Koreakrieg firmierte man unter diversen Bezeichnungen, ab da wurde auch Landtechnik produziert. Seit 1956 lautete die Unternehmensbezeichnung Pyongyang Farm Machine Factory, der Bau von Traktoren wurde dann wohl im November 1958 aufgenommen. Von 1973 an lautete der Name Kumsong Tractor Factory, ab 1985 erhielt es den Namen Kŭmsŏng General Tractor Factory.
Seither etablierten die Werke sich zum landesweit größten Produzenten von Traktoren. Das wichtigste Erzeugnis ist der Traktor Ch’ŏllima-2000. Jährlich können bis zu 30.000 Fahrzeuge produziert werden. Laut dem Korea-Experten Joseph S. Bermudez werden für die Koreanische Volksarmee Raketenstartrampen ("TEL") für Marschflugkörper gefertigt. Kim Jong-il besuchte im Rahmen seiner typischen Inspektionen die Fabrikanlagen im Januar 2009.
Auf einer Messe, die im Mai 2016 stattfand, wurde ein neues Fahrzeug vorgestellt. Kim Jong-un bezeichnete den neuen Traktor als großen Erfolg der Traktorenwerke.
Am 7. Dezember 2017 fand auf dem Kim-Il-sung-Platz in Pjöngjang eine Zeremonie zur Einführung neuer Fahrzeugmodelle, darunter der Traktor Chollima-804, statt. Die Leistung des Allrad-Schleppers wird mit 80 PS angegeben.